# Teresa Stadnicka
Teresa ze Stadnickich herbu Szreniawa bez Krzyża Ossolińska (ur. w 1717, zm. 6 maja 1776), z hrabiów na Żmigrodzie, wnuczka Jana Franciszka Stadnickiego, wojewodzina wołyńska w Rymanowie, właścicielka Leska, Bukowska i Dynowa.

## Życiorys
Jej rodzicami byli Kazimierz Stadnicki (zm. 1718, starosta libuski) i Dorota Stadnicka z domu Skrzyńska. Gdy zmarł ojciec, miała zaledwie roczek. Opiekę nad małoletnią dziedziczką i nad jej dobrami sprawowali: matka Dorota ze Skrzyńskich i wuj Piotr Konstanty Stadnicki ze Żmigrodu, kasztelan biecki, sądecki i wojnicki.
W Turzysku 4 lutego 1731 czternastoletnia Teresa Stadnicka poprzez małżeństwo z Józefem Kantym Ossolińskim h. Topór (1707–1780), starostą sandomierskim, posłem, wojewodą wołyńskim (od 1757), hrabią na Tęczynie, wniosła Rymanów, Chrzanów w Krakowskiem, Drążgów w ziemi stężyckiej, w posagu do rodziny Ossolińskich. Mąż jej po ojcu odziedziczył m.in.: Tarchomin, Krakowiany, Dąbrówka, Mroków, Garbatki, Parole, Rusiec, dobra podlaskie, dobra podolskie tj. m. Antonówka, Czerniejowice, Klityszyce, Tomaszpol, Turzysk na Wołyniu. Od Mniszchów odkupili w 1779 roku Duklę wraz z przyległościami, łącząc swe podkarpackie majątki w jedną całość.
Małżonkowie mocno zaangażowani w sprawy polityczne kraju (zwolennicy Sasów, przeciwnicy Stanisława Augusta), zarządzali swymi rozległymi dobrami poprzez dzierżawców, co nie zawsze było dla nich korzystne. Oboje Ossolińscy ufundowali kilka kościołów, przytułków dla ubogich.
Dziećmi Teresy Stadnickiej byli:
- Józef Salezy Ossoliński (ok. 1732–1789), wojewoda podlaski.
- Anna Teresa Ossolińska (1746–1810), wydana w 1760 za mąż za Józefa Potockiego, krajczego koronnego.
- Maksymilian Hilary Ossoliński (zm. 1791), pułkownik regimentu niemieckiego wojsk francuskich i starosta sandomierskiego.
- Mariannę Ossolińską z Balic (ok. 1731–1802), którą poślubił w 1769 w Budzimierzu na Słowacji Józef Jan Wandalin Mniszech (1742–1797), miała córkę Julię Teresę Wandalin-Mniszech (1777–1845).
- Ignacy Ossoliński (1745–1750)

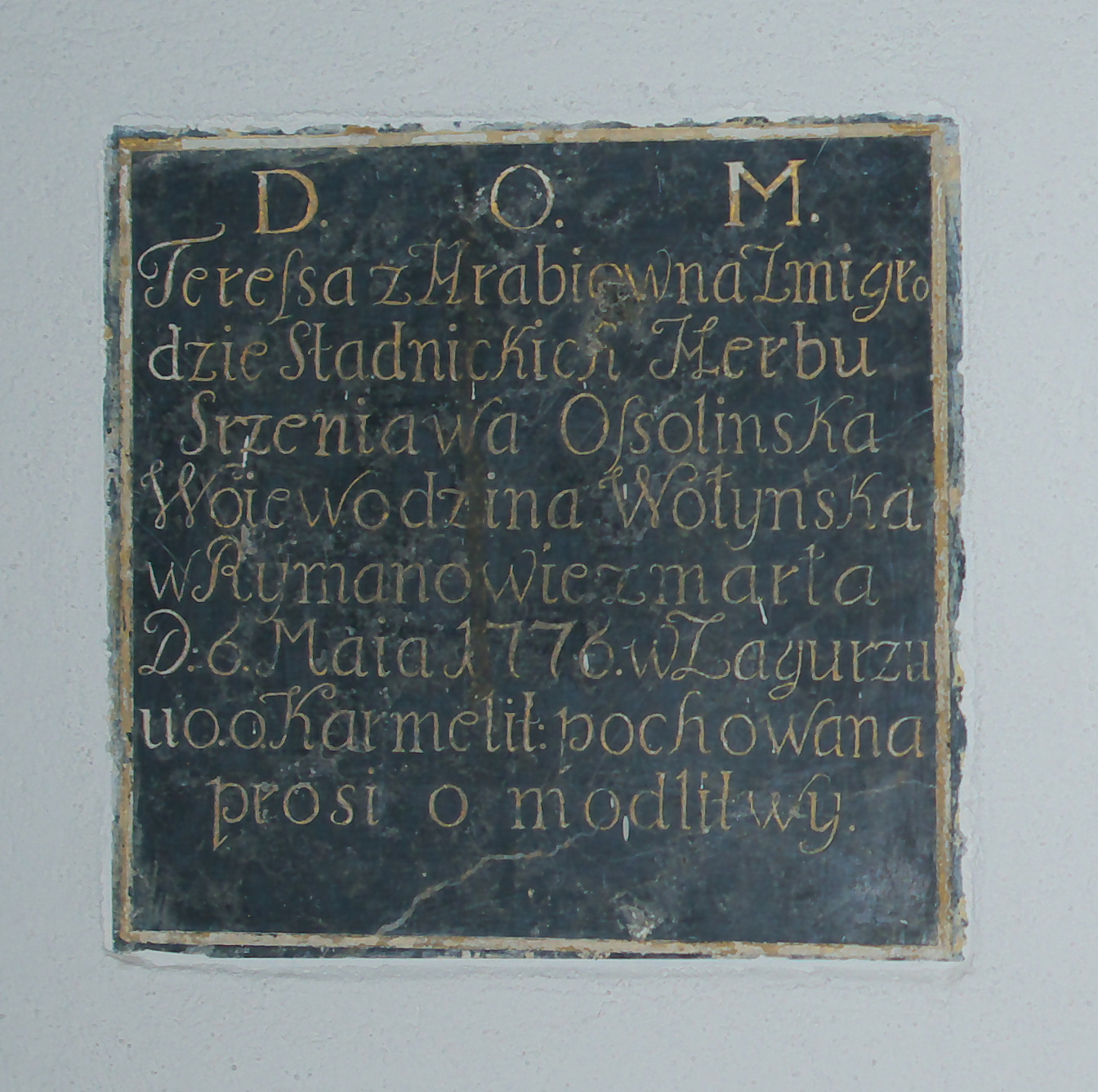
Epitafium Teresy Stadnickiej w kościele w Lesku

Według tablic epitafijnych w kościele w Lesku i w Dukli zmarła 6 maja 1776 w Rymanowie i została pochowana u u OO. Karmelitów w Zagórzu. Po pożarze tego klasztoru na początku XIX wieku, przeniesiono jej prochy do kościoła Nawiedzenia Najświętszej Maryi Panny w Lesku.
W tej świątyni zostały wmurowane epitafia Teresy Stadnickiej i Józefa Kantego Ossolińskiego. Ponadto ich epitafia ustanowiono w kościele Wniebowzięcia Najświętszej Maryi Panny w Zagórzu.